# Ешнунски законик
Ешнунски законик донет је око 1720. године п. н. е, а донео га је вероватно Билалама (по коме се некада овај законик и назива још - Билаламин законик), владар града крај реке Дијале, у Месопотамији. Међутим, случај са Ур-Наму закоником понавља се и овде, те новија научна истраживања долазе до сазнања да је Ешнунски законик можда донесен за време владавине успешног владара Дадуше.
Представља први законски текст писан на акадском језику, исписан на две таблице (таблица А која је успешно реконструисана и таблице Б која је затечена у видно лошијем стању). Таблице су пронађене 1948. год. на археолошком локалитету Tell Abu Harmal, покрај Багдада. Стил писања је био изузетно једноставан и сажет, тако да је омогућавао лако меморисање његових одредби. Пронађен је од стране Алберта Геце (Alberth Goetze).
Данас се, Ешнунски законик, који не представља један систематичан и целовит законик (већ збирку сачињену од раније донетих прописа и новијих судских одлука, али и покушаја сповођења економских реформа), чува у Ирачком музеју старина у Багдаду.

## Санкције
Кажњавање у Ешнунском законику заснива се пре свега на имовинским санкцијама (композиција), са свега неколико случајева смртне казне. 
(A iv 33-37): Ако чуваркућа намерно пази на (кућу), и провалник (опљачка кућу), они нека убију пазикућу, јер је проваљено у (...), и он ће бити закопан на месту провале без (ознаке) гроба. (чл. 60)
Талиона нема, што ће доста бунити научнике, с обзиром на чињеницу да је Хамурабијев законик имао огромне сличности са Ешнунским закоником, који уједно представља и непосредну претечу, можда и чувенијег Хамурабијевог законика. Међутим, и поред великог броја сличности (у погледу друштвеих слојева, брачног права и неких готово идентичних норми). Нема директних доказа да је Хамурабијев законик преузимао норме Ешнунског законика.